# Agerskov Sognekommune
Agerskov Sognekommune var en sognekommune, der blev oprettet i 1867 som Gemeinde Aggerschau i forbindelse med Slesvigs overgang til Preussisk styre. Kommunen blev en del af Danmark ved genforeningen i 1920. Ved kommunalreformen i 1970 blev kommunen lagt sammen med en række andre sognekommuner til den nye Nørre-Rangstrup Kommune. 
Kommunen bestod af Agerskov Sogn med Agerskov Kirke. 